# گیاه‌پارچ سپرگرد
گیاه‌پارچ سِپَرگِرد (نام علمی: Nepenthes clipeata)، یک گونه از سرده گیاه‌پارچ‌ها است.